# Бурбон, Луиза Елизавета де
Луиза Елизавета де Бурбон (фр. Louise-Élisabeth de Bourbon, 22 ноября 1693[…], Версаль — 27 мая 1775[…], Отель де Невер) — принцесса Конти, дочь Людовика III Бурбона, принца Конде, и его супруги, Луизы Франсуазы де Бурбон, узаконенной дочери короля Франции Людовика XIV и его знаменитой фаворитки Франсуазы-Атенаис де Монтеспан. Луиза Елизавета в юности была известна как мадам Шароле.
Она была женой Луи Армана II де Бурбона, принца Конти. Именно Луиза Елизавета представила мадам де Помпадур ко двору короля Франции Людовика XV; она также построила Отель де Бриенн, где в настоящее время находится Министерство обороны Франции. Луиза Елизавета была герцогиней д’Этамп в своём праве, унаследовав титул после смерти своей тёти Марии Анны де Бурбон, вдовствующей герцогини де Вандом. С 1740 года она владела графством Сансер, ранее принадлежавшее её брату Людовику IV де Бурбону, принцу Конде.

## Биография

### Замужество
Когда Луизе Елизавете было 17 лет, её мать предложила ей выйти замуж за одного из внуков короля, молодого герцога Беррийского. Брак не состоялся из-за махинаций тётки Луизы Елизаветы, герцогини Орлеанской, которая хотела женить герцога для своей собственной дочери, Марии Луизе Елизавете Орлеанской.
9 июля 1713 года в Версале Луиза Елизавета вышла замуж за своего двоюродного брата Луи Армана де Бурбона, принца Конти. Её муж, который был на три года младше своей невесты, стал принцем Конти в 1709 году после ранней смерти его отца Франсуа Луи, принца Конти. Его матерью была Мария Тереза де Бурбон, старшая внучка Великого Конде.
Они поженились на двойной свадьбе, объединивших дома Конде и Конти, ветви дома Бурбонов. Старший брат Луизы Елизаветы Луи Анри де Бурбон женился на Марии Анне де Бурбон, мадемуазель де Конти.
В августе 1716 года 22-летняя Луиза Елизавета заразилась оспой от своего мужа, за которым ухаживала во время болезни.
У Луизы Елизаветы было несколько внебрачных связей. Её неверность возмущала мужа, и он стал бить жену; два раза ей пришлось обращаться к врачу. После очередной сцены ревности принцесса отказалась жить с мужем и уехала к своей матери. Позже она укрылась в монастыре.
В первые годы брака в Парижском парламенте рассматривалось огромное количество дел о насильственном отношении принца Конти к супруге и о её желании его покинуть. В 1725 году она согласилась вернуться к мужу, который запер её в замке в Л’Иль-Адаме. Позже она смогла убедить его разрешить ей вернуться в Париж, чтобы родить дочь Луизу Генриетту. Её муж умер год спустя.

### Дети
У Луизы Елизаветы и Луи Армана было пятеро детей:
- Луи де Бурбон, граф Ла Марш (28 марта 1715 — 1 августа 1717), умер в детстве
- Людовик Франсуа I де Бурбон, принц де Конти (13 августа 1717 — 2 августа 1776), жена — Луиза Диана Орлеанская; оставил потомство
- Луи Арманд де Бурбон, герцог де Меркёр (19 августа 1720 — 13 мая 1722), умер в детстве
- Шарль де Бурбон, граф Алес (5 февраля 1722 — 7 августа 1730), умер в детстве
- Луиза Генриетта де Бурбон (20 июня 1726 — 9 февраля 1759), муж — Луи-Филипп I Орлеанский; оставила потомство

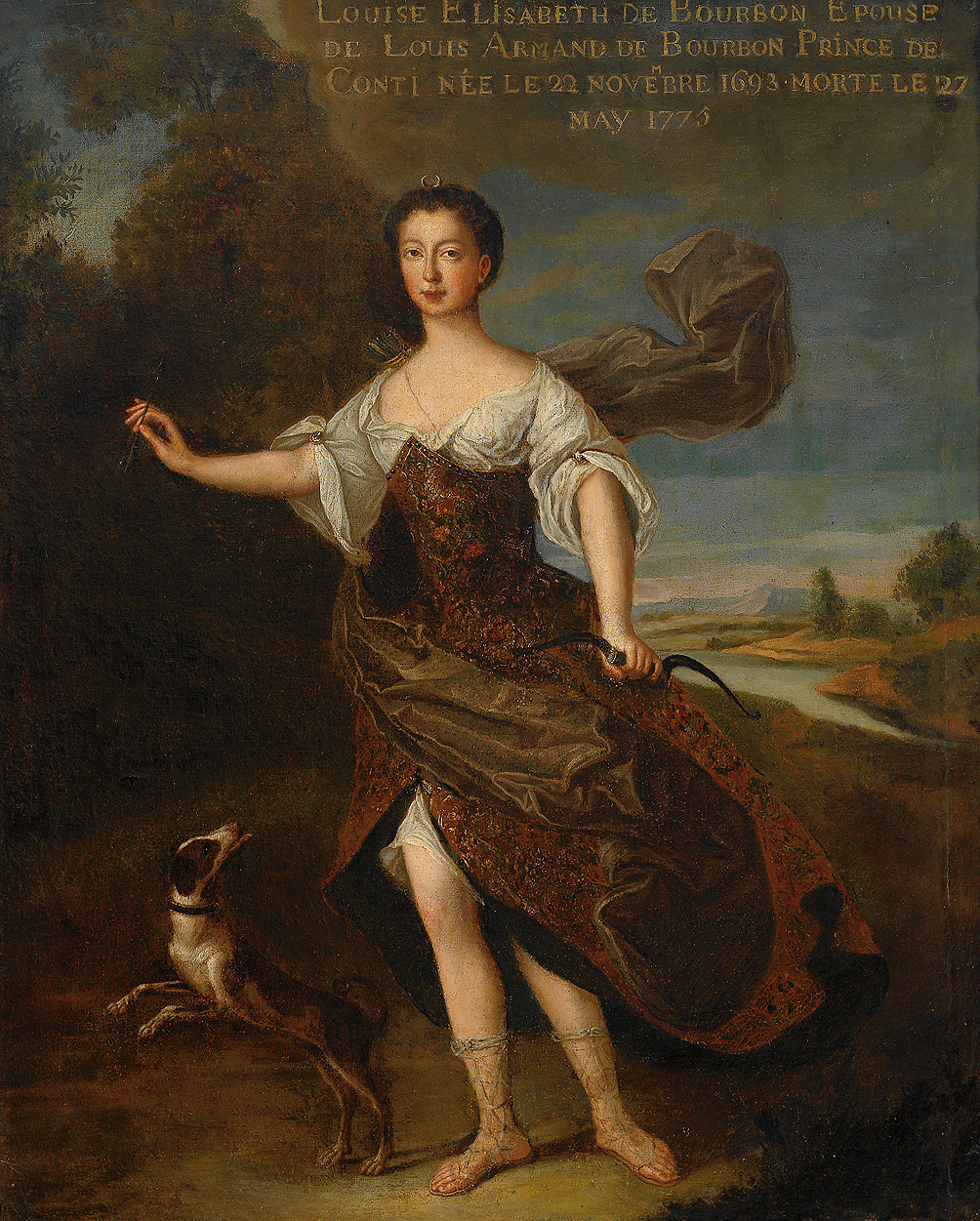
Посмертный портрет Луизы Елизаветы де Бурбон кисти неизвестного автора

### Поздние годы
Вдовствующая принцесса и её тетя, вдовствующая герцогиня Орлеанская, в 1743 году устроили брак её сына, Людовика Франсуа, с её двоюродной сестрой Луизой Дианой Орлеанской.
После смерти своей матери в июне 1743 года она приобрела замок де Лувесьен, который впоследствии был возвращён короне. Людовик XV в свою очередь передал его преемнице мадам де Помпадур, мадам Дюбарри. Вдовствующая принцесса Конти позже также приобрела замок де Войзен.
Позже, в 1746 году, Людовик XV попросил вдовствующую принцессу представить ко двору свою новую любовницу, будущую мадам де Помпадур. Она присутствовала на бале в Версале в честь брака инфанты Марии Терезы Рафаэлы Испанской с дофином Людовиком Фердинандом в 1745 году. Согласно биографу мадам де Помпадур Нэнси Митфорд, гордая вдовствующая принцесса была недовольна тем, что её никто не узнал.
81-летняя принцесса скончалась в своем городском доме в Париже в 1775 году. Она была похоронена в церкви Сен-Сюльпис в Париже. До этого она успела продать Отель де Конти своему внуку Людовику Франсуа де Бурбон-Конти.

## Титулы и обращения
- 22 ноября 1693 – 9 июля 1713: Её Светлость мадемуазель де Конде и мадемуазель де Шароле[7]
- 9 июля 1713 – 4 мая 1727: Её Светлость принцесса Конти[8]
- 4 мая 1727 – 27 мая 1775: Её Светлость вдовствующая принцесса Конти